# Anett
Anett ist ein weiblicher Vorname.

## Herkunft und Bedeutung
Anett ist eine Variante zu Annette, was wiederum von Anna abgeleitet ist. 

## Varianten
Anet (sorbisch); Annett

## Namensträgerinnen
- Anett Fiebig (* 1961), deutsche Schwimmerin
- Anett Goppold (* 1981), deutsche Gewichtheberin
- Anett Kölpin (* 1963), deutsche Sängerin und Klavierspielerin
- Anett Pötzsch-Rauschenbach (* 1960), deutsche Eiskunstläuferin
- Anett Schuck (* 1970), deutsche Kanutin

- Marie-Anett Mey (* 1971), französische Sängerin